# Nádor utca

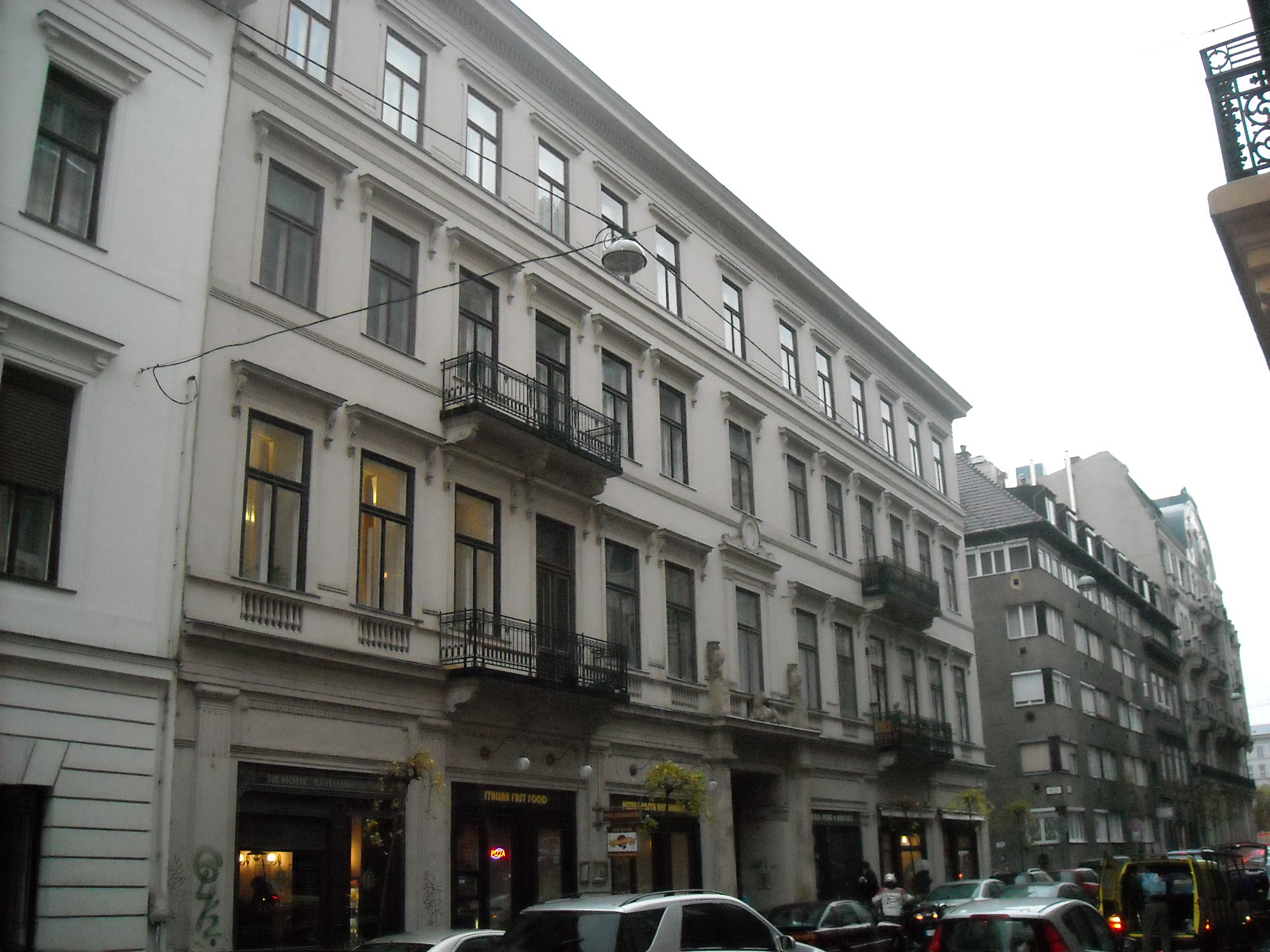
A volt Tigris Szálló (Nádor utca 5.)

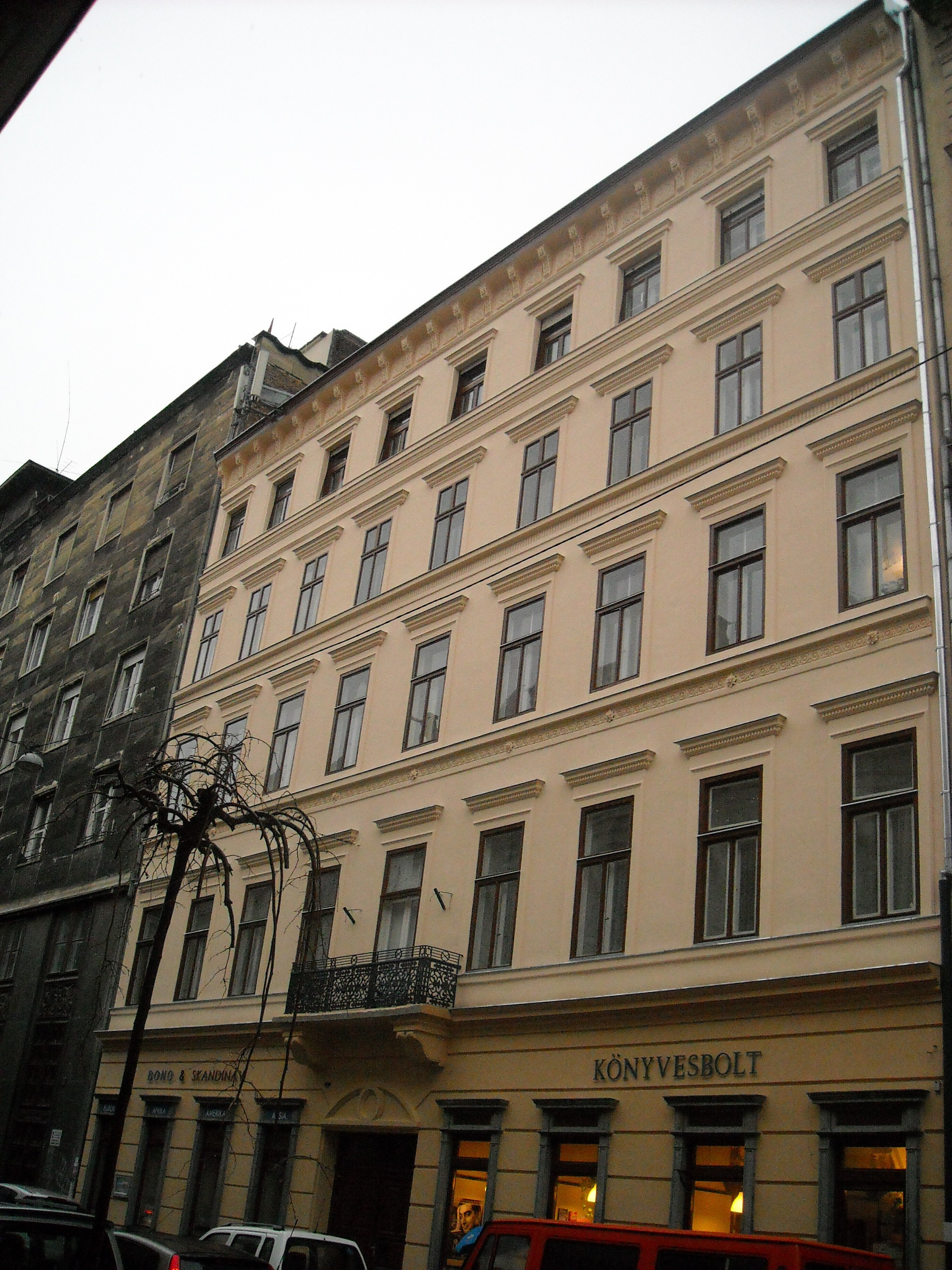
Nádor utca 8.

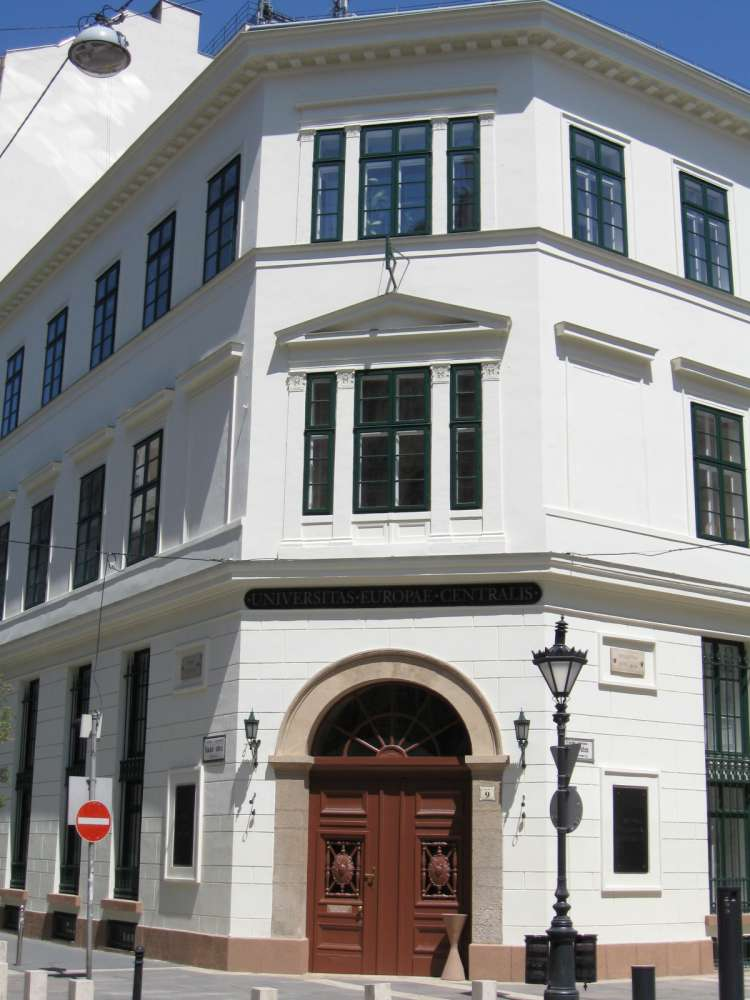
A CEU központi épülete, a volt Festetics-palota (Nádor utca 9.)

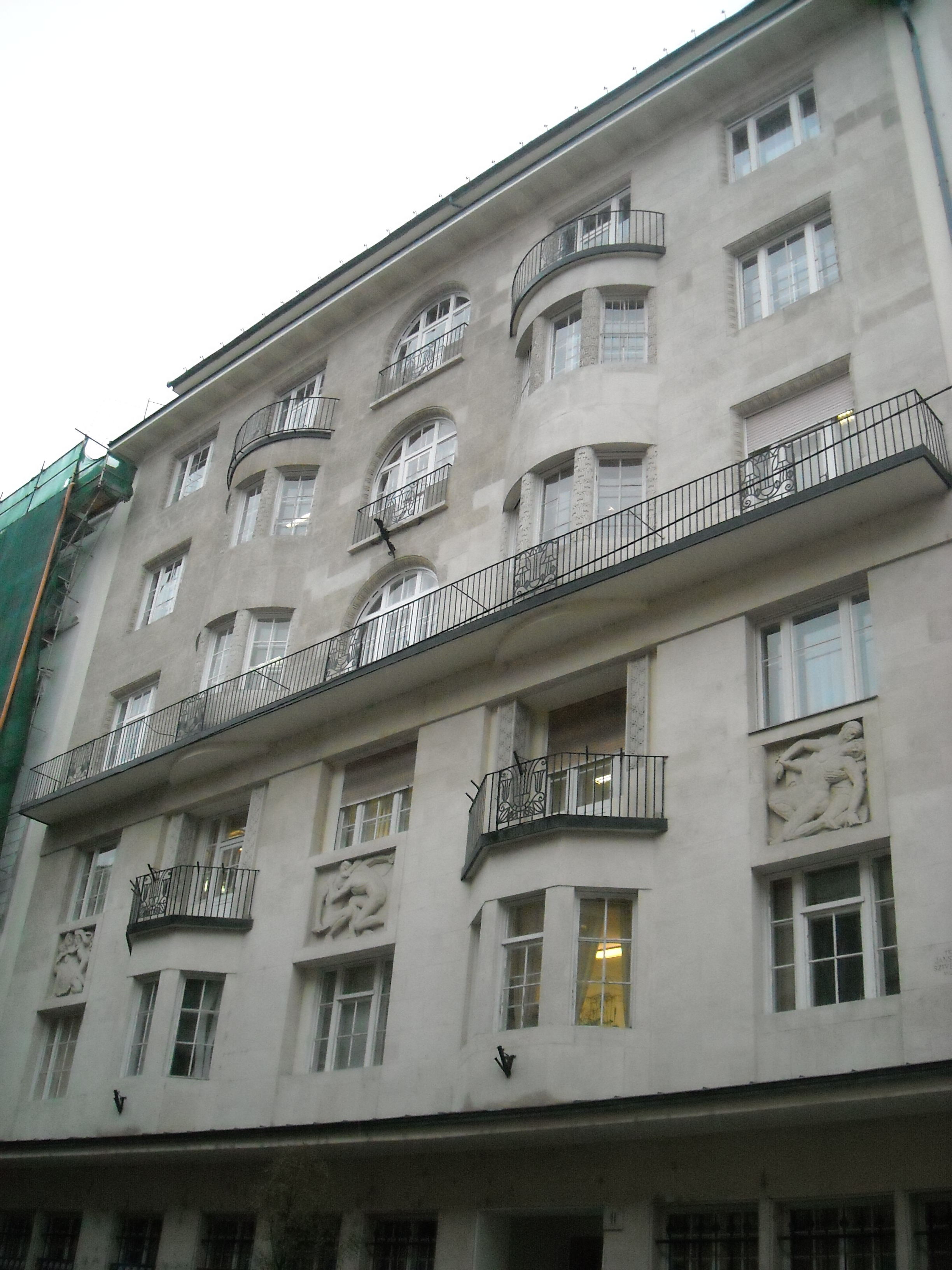
CEU (Nádor utca 11.)

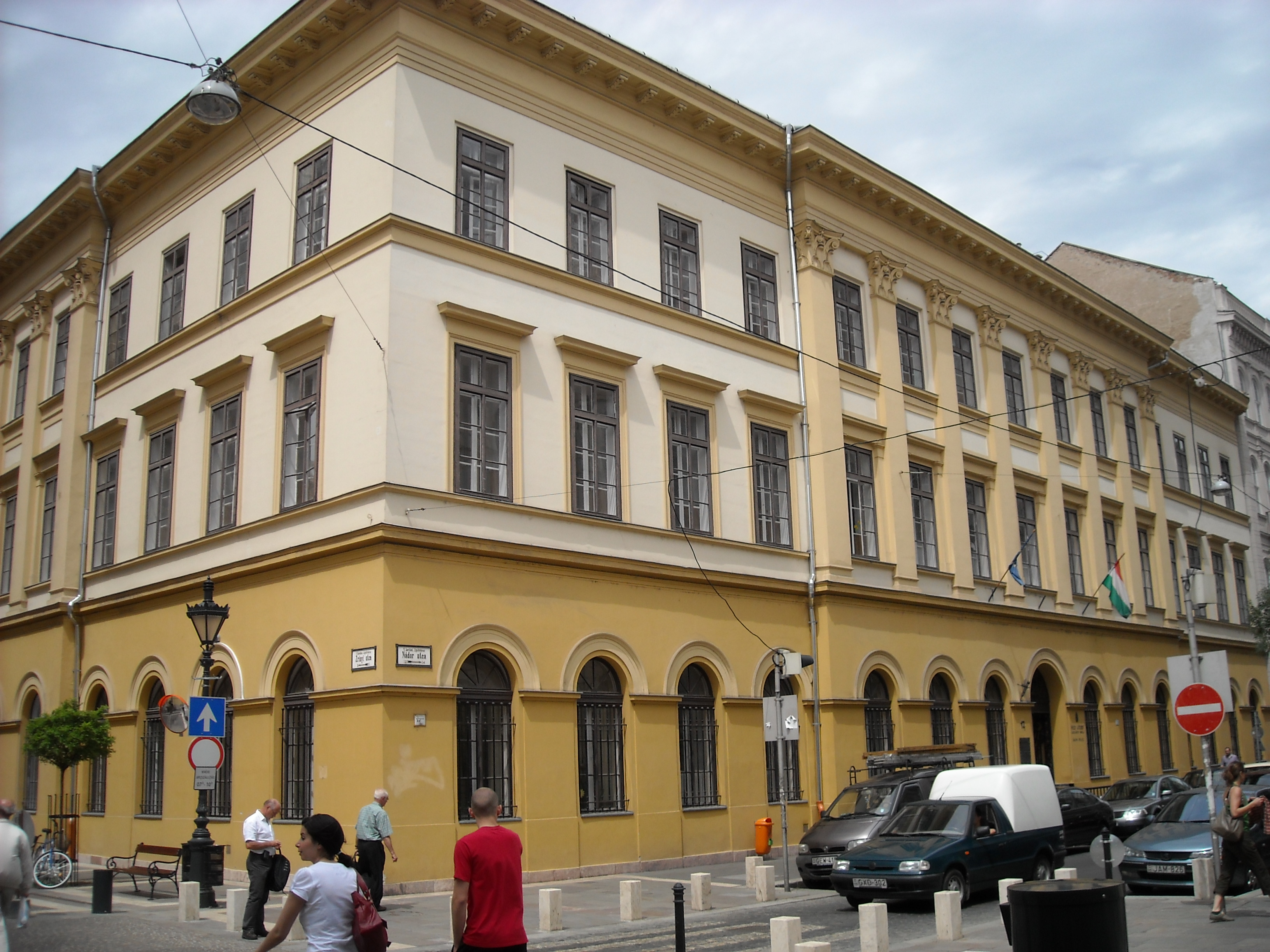
Általános iskola (Nádor utca 12.)

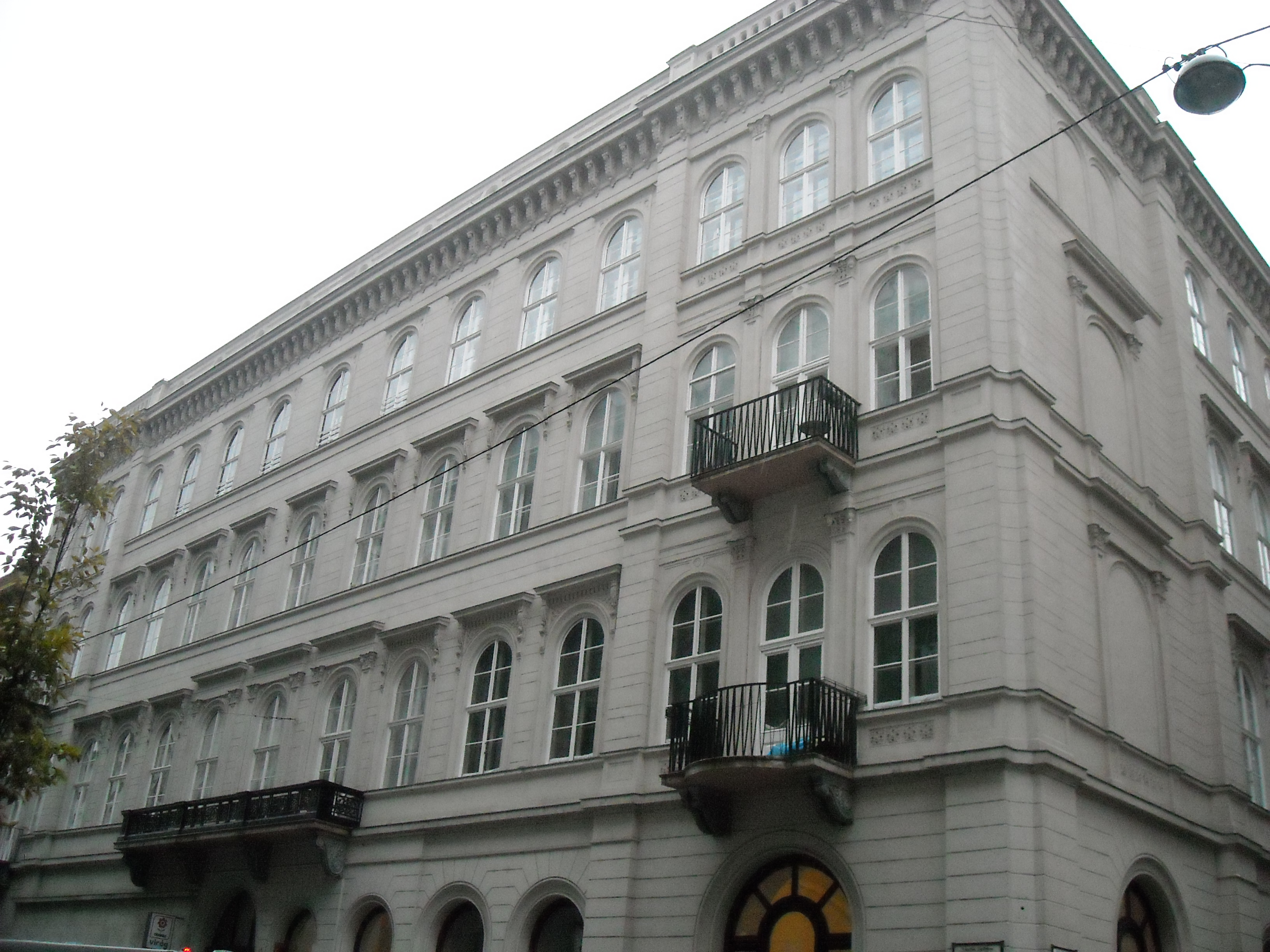
Volt Mandl-ház (Nádor utca 14.)

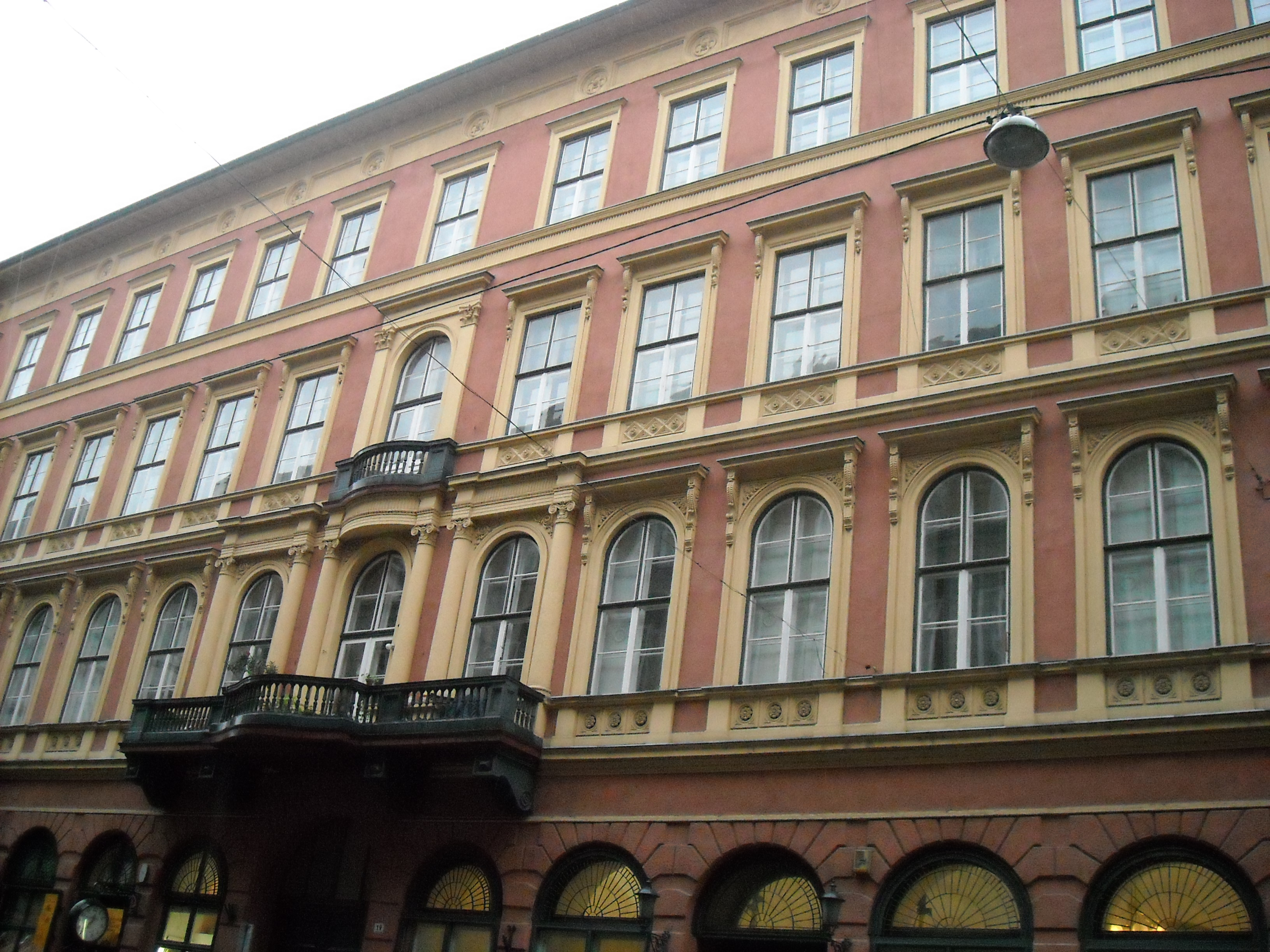
Volt Schossberger-ház (Nádor utca 19.)

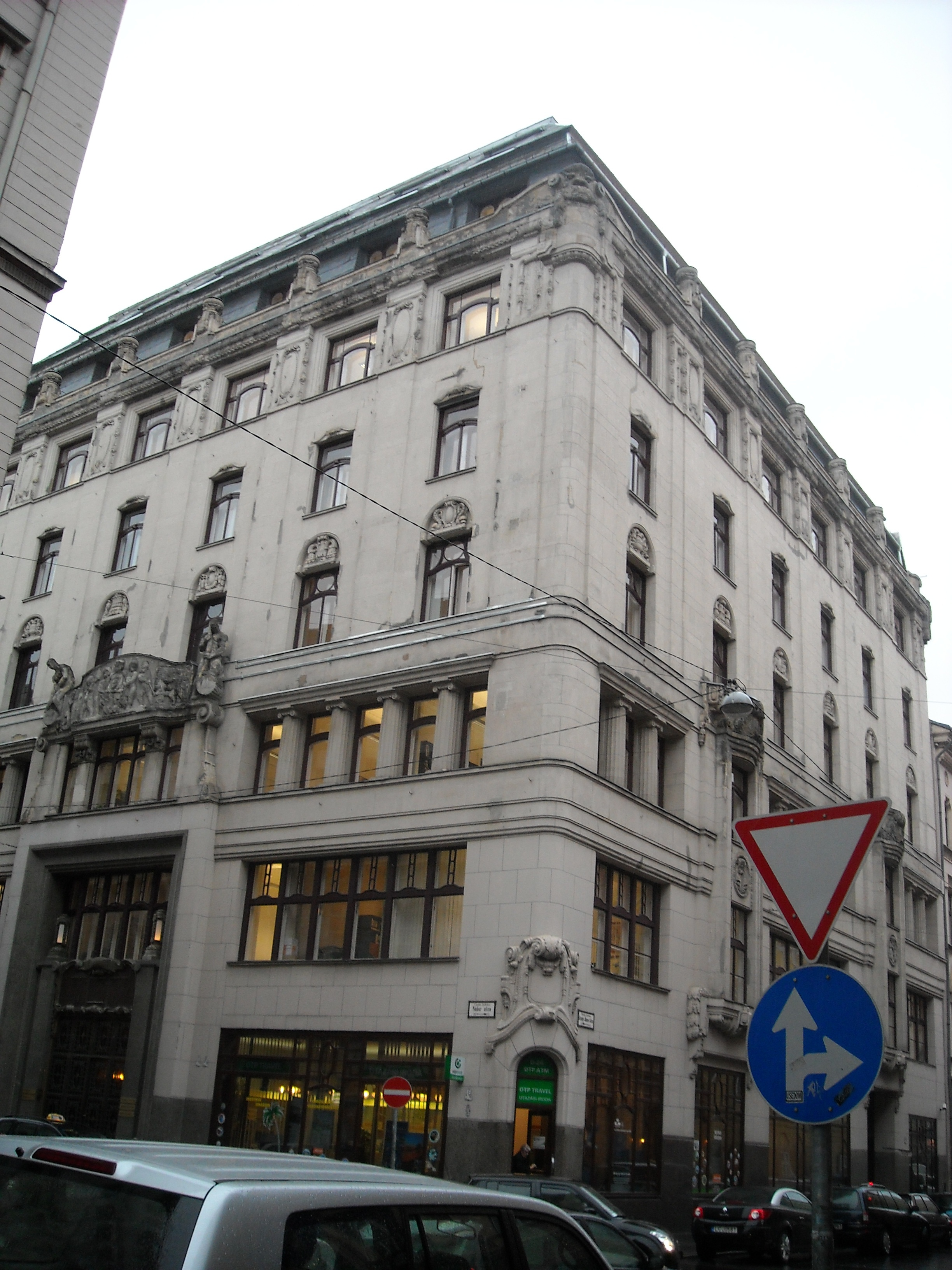
OTP Bank (Nádor utca 21.)

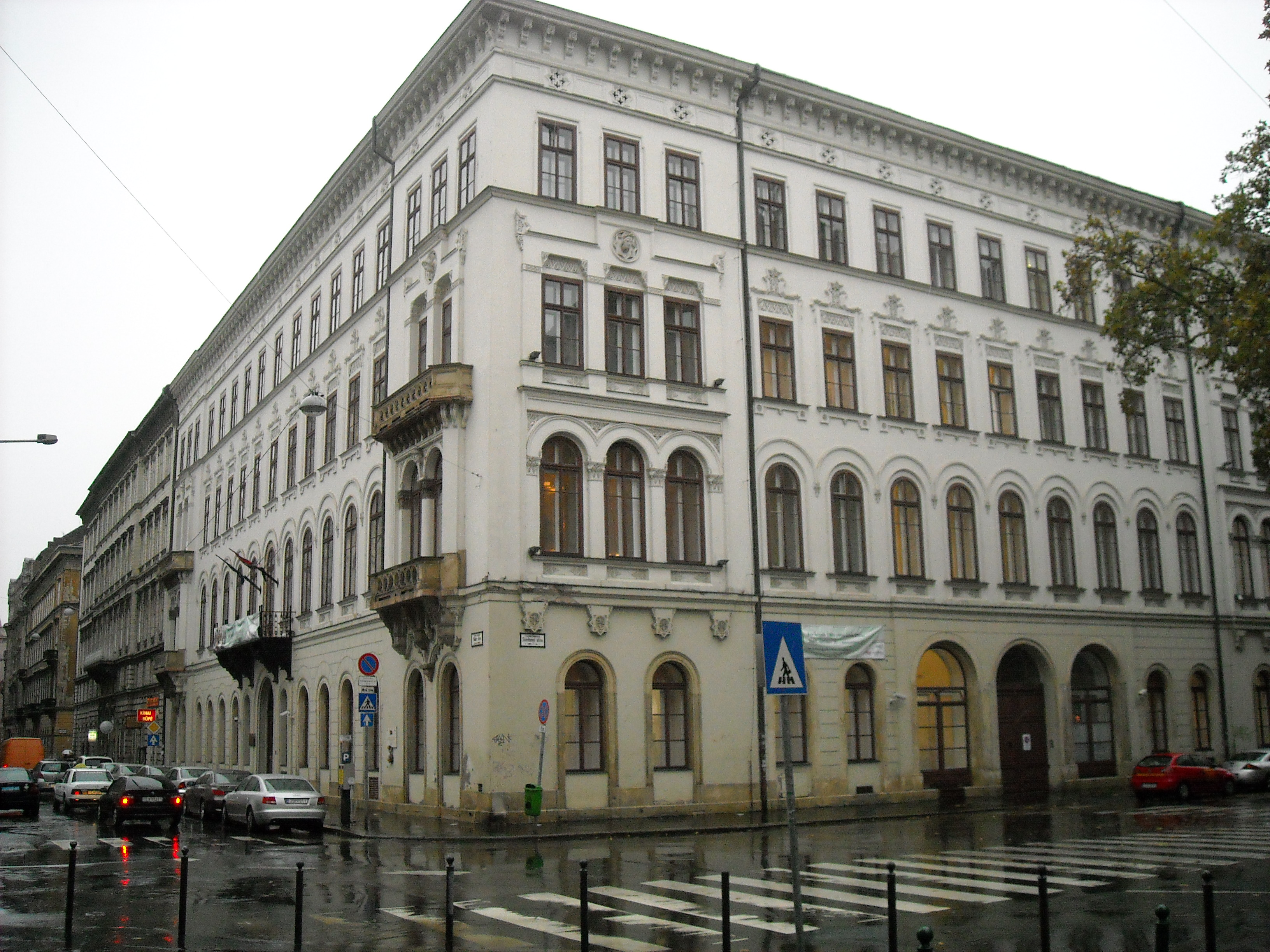
Az országgyűlési biztos hivatala, majd 2019-től az Igazságügyi Minisztérium székhelye (Nádor utca 22.)

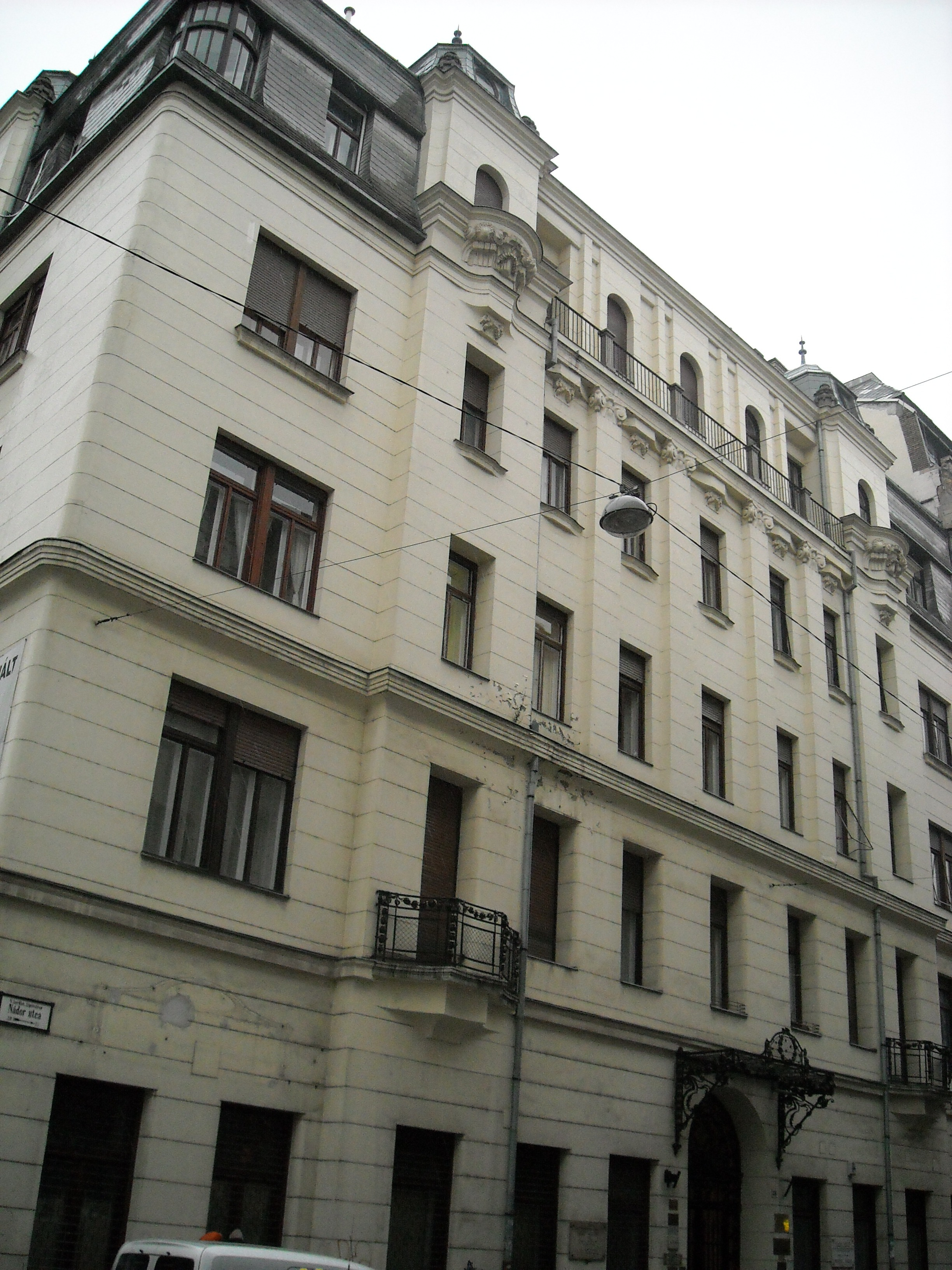
Nádor utca 23.

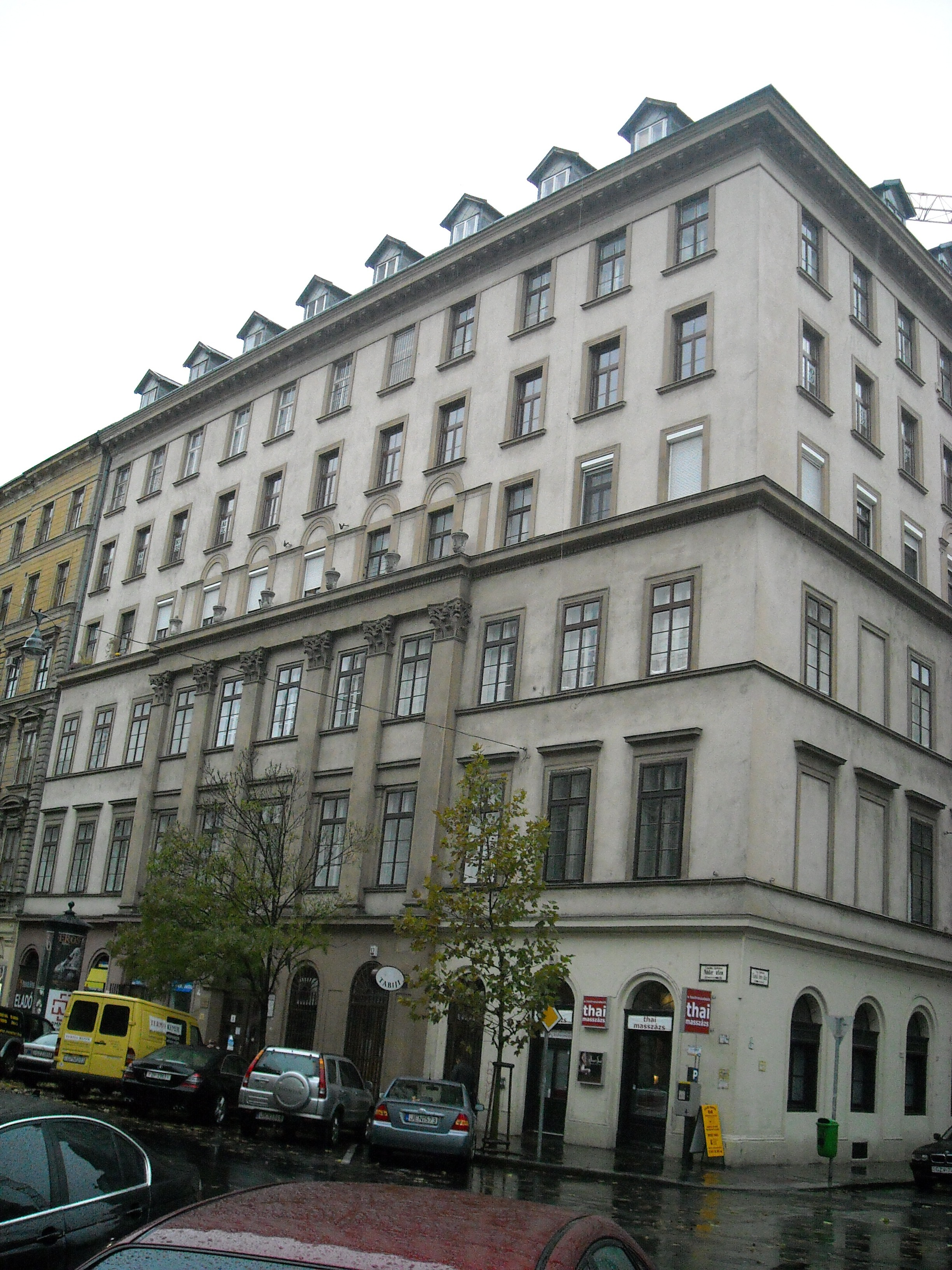
Volt Zitterbarth-ház (Nádor utca 26.)

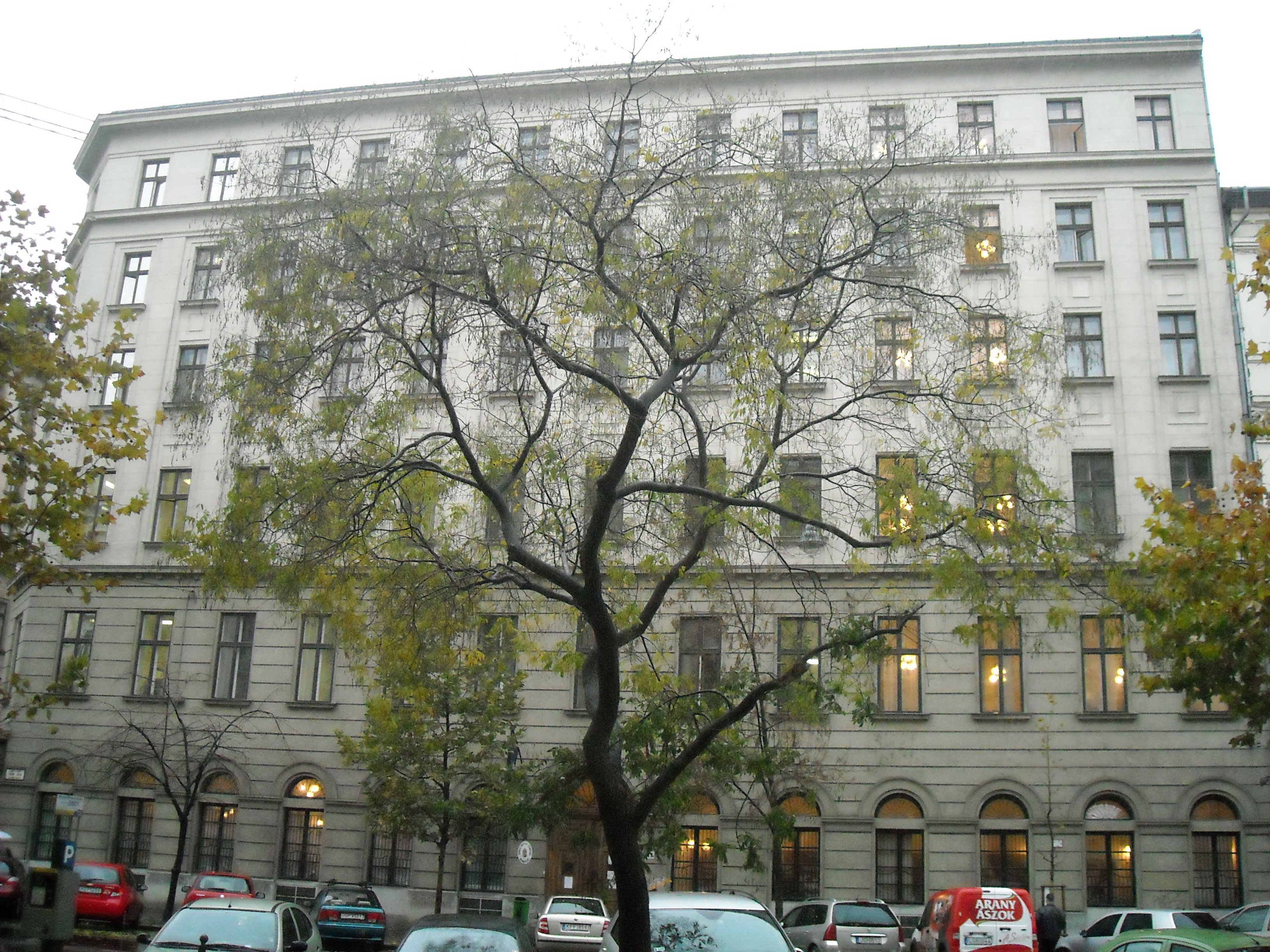
A fővárosi cégbíróság épülete (Nádor utca 28.)

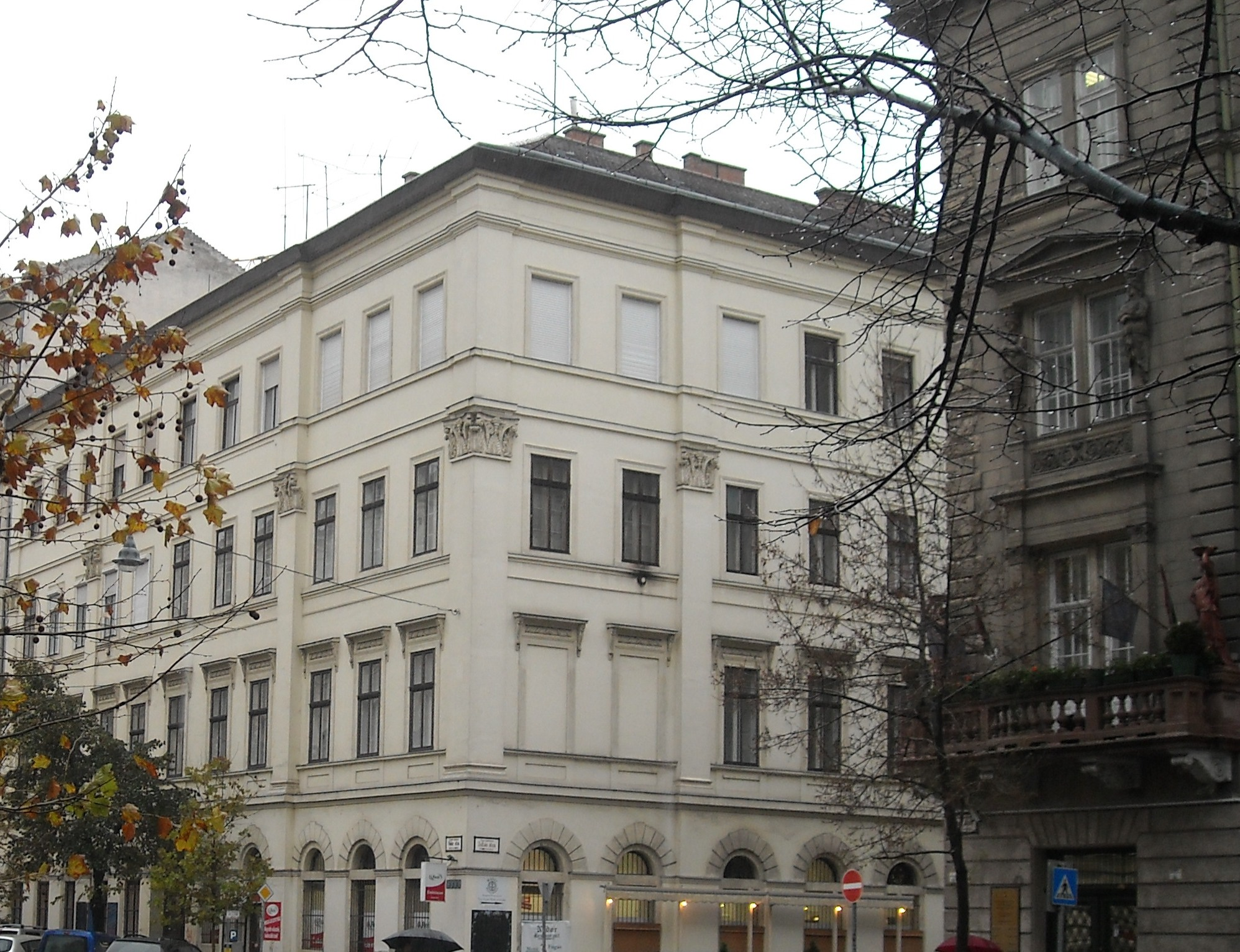
Volt Forinyák-ház (Nádor utca 30.)

A Nádor utca Budapest V. kerületében található, a József Attila utcát köti össze a Báthory utcával. A Szabadság térnél észak felé kiszélesedik. A Nádor utca 1847-ben kapta a mai elnevezését, amit kisebb megszakítással (1968-1990, mikor is Münnich Ferenc utca volt a neve) azóta is visel.

## Története
Az 1790-es években az Újépületről, mely a mai Szabadság tér helyén állt, és hol laktanya, hol börtön volt, az Auf dem Neu-Bau ('Az új épülethez') nevet viselte. 
Az 1800-as években Tiger Gasse ('Tigris utca'), az 1817-es utcajegyzékben Winde Gasse néven szerepelt. Ez utóbbit magyarra Szél utcaként fordították. Ez az elnevezés azonban az utcanévadásoknál nem ritka leiterjakabok egyike. Nem a szél jelentésű Wind szóból származott – ami annyit jelentett volna, hogy az utca a Duna közelsége miatt szeles –, hanem a mai Parlament környékén lévő Auswindeplatzból. Kicsigázótérnek hívták ugyanis azt a helyet, ahol téli kikötés alkalmával a hajókat, valamint a hajóhíd csónakjait partra húzták. Minthogy az utca ide, ehhez a csigaszerű szerkezethez futott ki, a Csigázó piacz utcája nevet kapta. 1847-ben az akkor elhunyt József nádor, Pest város és a magyarság nagy pártfogója emlékére nevezték el – a lipótvárosi lakosság kérésére – Nádor utcának (Palatin Gasse). 
Az utca akkor még a jelenlegi Nagykörút helyén lévő, akkori Tüköry-védgátig (ma Szent István körút) terjedt, és magába foglalta a későbbi Néphadsereg utcát. 1911-ben rövidült meg a Falk Miksa utcával. Az utca az 1838-as nagy árvíz után épült ki. 
1860-ban, tízéves tespedés után feltámadt a beépítési kedv, tervek készültek a Nádor utca üres vagy bontásos telkeire is. Tíz évvel később a tanács megkezdte néhány fontosabb utca aszfaltozását, és a környéken fekvő cégek – főleg malmok és sörgyárak – beadványban kérték a magisztrátust, hogy ígéretéhez híven a Nádor utcát is kerítse sorra, mert a por és sár akadályozta az áruszállítást. A petíció eredményeképpen a város negyedik aszfaltburkolatú utcája lett a Nádor utca. 
1917-ben, az első világháború vége felé különös széncsata színterévé vált a Nádor utca. Két asszonyt elgázoltak. Májusi éjjeleken ugyanis százával aludtak asszonyok a kapualjakban, hogy reggel elérjék a szénrendelés kezdetét a Guttman testvérek boltjában.
Az utcában sorjáznak az irodalmi emlékhelyek. (Lásd az épületek leírásánál!)
1947-ben az új rend feloszlatta a Lipótvárosi Kaszinót, melynek épülete a Zrínyi utca sarkán álló későbbi Belügyminisztérium Klub volt. A kaszinó tagjai főként a pénzvilág mágnásai közül kerültek ki. Az 1800 közül 1125 tag a nyilas terror jelöletlen áldozata lett. Kapott viszont emléktáblát Münnich Ferenc, az 1956-os forradalom megtorlásának irányítója, akiről 1968-ban az utcát ismét átnevezték. 
1989 júliusában újra históriai esemény helyszínévé vált a Nádor utca. Egyedülálló akció, ahogy szervezői hívták, „kulturális rendezvénysorozat” tanúi lehettek az ott lakók és az arra járók. A Magyar Október Párt és a Magyar Radikális Párt aktivistái Krassó György politikai happeningakcióként értelmezhető gesztusával egymás után három alkalommal festették, ragasztották át a Münnich Ferenc utca névtábláit és állították vissza százhúsz éven át viselt nevét.

## Jelentősebb épületei
Nádor utca 3. (Mérleg utca 7.)
Kétemeletes, romantikus stílusú saroklakóház.
Eredetileg Brein Ignác építette 1820-ban egyemeletesre, Sellner Ferenc lakatos részére. Ifj. Zitterbarth Mátyás egy újabb emeletet húzott rá 1843-ban, majd Pán József 1861-ben és 1870-ben Deutsch Ignác és fia részére átalakította. Az eredeti Pán-féle kialakítású homlokzatból csak négy ablak tengelye maradt meg. Az 1944–1945-ben elszenvedett sérülések helyén 1966–1968-ban modern saroképületet emeltek, Radnai Lóránt és Hittrich János tervei szerint. Homlokzatába a sarkán belefoglalták a helyreállított déli négy ablakot. Ugyanekkor a Mérleg utcai homlokzat bal oldalán szintén megmaradt négy ablakot, az eredetinek a helyreállításával belefoglalták az új épületbe. 1918-ban itt lakott Hatvany Lajos.
Nádor utca 4. (Mérleg utca 5.) 
Feszty Adolf tervei szerint 1884-ben, eklektikus stílusban épült, a Magyar Bank Rt. számára.
Nádor utca 5. (Mérleg utca 10.) Volt Tigris Szálló, Wagner-ház.
Háromemeletes klasszicista sarokház. A reformkor Pestjének arculatát kialakító Hild József építette 1818-ban, majd 1839–1840-ben Wagner Sándor számára átépítette.  Két féloszlopos, keretelt kapuja van, rajtuk vázák, a kapu fölött a névadó vadállat domborműve ma is látható. A homlokzaton rozettadíszes kazettás főpárkány. Udvarán klasszicista kút áll. 1826-ban nyílt meg benne a Tigris vendégfogadó. Földszintjén kávéház, első emeletén reprezentatív étterem. Nemcsak remek hotel volt százharminc szobával – „tündérpalota”, ahogy emlegették –‚ de arról is híres, hogy benne működött 1848-ban a Bajza által szerkesztett Kossuth Hírlapja redakciója és kiadóhivatala. A Tigris szálló hatvanas évek második felében és a hetvenes évek elején itt gyülekeztek a Balközép Párt politikusai, akiket ezért „tigriseknek” neveztek. A hetvenes-nyolcvanas években a Pesti Hírlap szerkesztőségének adott helyet. Ennek szobáiban töltött húsz évét tartotta működése virágkorának Mikszáth Kálmán, aki itt írta tudósításait a Tisztelt Házból.
Nádor utca 6. (Mérleg utca 8.) Volt Cseh–Magyar Iparbank.
1912–1913-ban épült, Haász Gyula és Málnai Béla tervei alapján.
Ötemeletes sarokirodaház, korának újabb, modern fogalmazású épületstílusában készült. A sarkán kissé visszaugró, toronyszerűen kiemelt tagozás nélküli rizalitkiképzésű, melynek élén a négy emeleten végigfutó, ötszögű, vasszerkezetű üvegerkély van. Az egész homlokzat kőburkolatú.
Nádor utca 7. (Zrínyi utca 7.) Hanzély-ház.
Kétemeletes klasszicista sarokház. 1821-ben, Pollack Mihály tervei szerint, saját lakóházaként épült.
Kazettás mennyezetű kapualja és öntöttvas árkádos udvara van.  Kossuth e házban bérelt két szobát, az egyikben később a minisztertanács üléseit tartották. A Légrády testvérek 1870-ben, Zitterbarthtal nyomdává alakíttatták át. Itt bérelt lakást néhány évig Radnóti Miklós. A Magyar Tudományos Akadémia irodaháza.
Nádor utca 8.
Épült 1819-ben klasszicista stílusban, Hild József tervei szerint.
Felső két emelete későbbi.
Nádor utca 9. (Zrínyi utca 8–10.) Festetics-palota (Közép-európai Egyetem).
Háromemeletes, klasszicista sarokház.
Kör alakú előcsarnoka van, mely kazettás boltozatú, oldaldalai mentén 4 kőszobor áll. A jobb oldali szobor egy szőlőfürtöt emelő nő, a többi drapériás nőalak koszorúval. Flóra és Bacchánsnő címűek, Klieber József alkotásai. A kazettákkal díszített ívű átjáró után sokszögű helyiség következik fülkékkel, majd lépcsőfeljáró vájt oszlopokkal. Az emeleti sarokrészen falpillérekkel tagolt, gazdag díszítésű körterem van. A házat Pollack Mihály tervezte és 1820–1827-ben épült, Festetics Antal részére. Ma a Közép-európai Egyetem működik benne (ún. Monument Building).
Nádor utca 11. Festetics-ház (Közép-európai Egyetem), 
Jánszky Béla és Szívessy Tibor építette 1914-ben.
Nádor utca 12. (Zrínyi utca 6.) Általános iskola.
Hild József építette Dőring József részére 1844-ben.
Volt saroklakóház, 1958 óta iskola. Kétemeletes, klasszicista stílusban épült. Kapualja mindkét oldalán pillérekkel tagolt középrizalitos kiképzésű, kazettás boltozatú, az előcsarnoka oszlopos. 1881–1882-ben Petschucher Gusztáv háromemeletesre, majd Jónás Dávid 1923-ban ötemeletesre alakította át. 1954-ben a felső három emeletet lebontották. 1848-ban itt lakott Kossuth Lajos. 1849-ben a felszabadított fővárosba visszatérő kormányzót népünnepély kísérte a házba, melyben édesanyjának lakása, és neki utolsó lakhelye volt a száműzetés előtt.
Nádor utca 13.
Hild József tervei szerint épült 1841-ben.
Nádor utca 14. (Vigyázó Ferenc utca 7.) Mandl-ház.
1861-ben, romantikus stílusban épült, Gottgeb Antal tervei alapján.
1943 és 1963 között itt lakott Orbán Ottó.
Nádor utca 16. (Vigyázó Ferenc utca 8.) Az OTP Bank székháza.
Kőrössy Albert és Kiss Géza tervezte késő eklektikus stílusban, 1914-ben, a Magyar Agrár és Járadékbank számára.
Nádor utca 17. Frankel-ház.
1876-ban, Schirmbrandt Antal tervei szerint épült eklektikus épület.
Nádor utca 18. (Arany János utca 11.) Ullmann ház.
Hild József építette 1853-ban, az Ullmann-örökösök részére. Háromemeletes romantikus stílusú épület. :Gazdag főpárkánnyal zárt, erkélyes, feltűnően szép homlokzata van. Főkapuja szárnyain női félakt domborművek láthatóak.
Nádor utca 19. Schossberger-ház.
Háromemeletes romantikus stílusú műemlék saroklakóház, melyet Hild József épített 1861-ben, Schossberger Simon Vilmos részére. A ház második emeletén, a 4-es számú lakásban 1989. június 27-én megalakult a Magyar Október Párt. Az első párt, amely történelmünkben azt állította magáról, hogy a szó szoros értelmében az utca (s ennek az utcának a) pártja.
Nádor utca 20. (Arany János utca 12.) Zitterbarth-ház.
A négyemeletes romantikus stílusú saroklakóházat ifj. Zitterbach Mátyás tervezte saját magának, 1850-ben. Itt lakott az 1870-es években Liszt Ferenc, akire amikor a szomszédos Continental szálló vendéglőjéből kilépett, egy lengyel-orosz kalandornő, aki őt Párizs óta követte, s itt tanítványává vált, féltékenységből fegyvert fogott. A pisztolyt szerencsére időben kicsavarták rajongója kezéből.
Nádor utca 21. (Arany János utca 13.) OTP Bank (egykori Ugriai–Nasici Fabank).
Az épületet 1910-ben tervezte Révész Sámuel és Kollár József.
Nádor utca 22. (Széchenyi utca 9.) az Igazságügyi Minisztérium székhelye (Oswald-ház, Gruber-ház).
Saroklakóház három emelettel. Zofahl Lőrinc kivitelezésével 1846-1848-ban épült  Feszl tervei szerint, közreműködtek Gerster Károly és Kauser Lipót. Oswald Antal és József részére átépítették és két emeletet húztak rá. Frohner, majd Continental Szállóvá alakították át, később banképület lett. Az első emeleti különteremben Jókai Mór, később Herczeg Ferenc elnökletével a Petőfi Társaság tartotta közgyűlési bankettjeit. Ady Endre és Léda több alkalommal is itt találkozott. A Continental szálló kávéházában alapították 1908-ban a Nyugat című folyóiratot Ignotusék, amivel új korszakot nyitottak irodalmunkban.
Nádor utca 23. (Szabadság tér 1.)
1905 körül, szecessziós.
Nádor utca 24. (Széchenyi utca 16.)
1872-ben, Heinrich Károly tervei alapján épült eklektikus épület.
A felső két emeletet 1922-ben húzták rá.
Nádor utca 26. (Steindl Imre utca 13.) Zitterbarth-ház.
Zitterbarth Mátyás tervezte 1831-ben.
A felső három emeletet 1922-ben húzták rá.
Nádor utca 28. (Steindl Imre utca 14.) Fővárosi Cégbíróság (Frankenstein-ház).
1843, Hild József.
A felső három emeletet 1922-ben húzták rá.
Nádor utca 30. (Zoltán utca 15.) Forinyák-ház.
Eredetileg kétemeletesre építette Hild József 1845-ben Forinyák Jánosnak, majd Hild Károly 1889-ben harmadik emeletet húzott rá.
Háromemeletes klasszicista saroklakóház. Kapualja keresztboltozatos, folyosórácsai is klasszicista stílusúak. Udvarán fülke alakban vörösmárvány kút van.
Itt volt felravatalozva az 1860. március 15-i sortűz 19 éves joghallgató áldozata, Forinyák Géza, és innen indult a Kerepesi temetőbe április 4-én a több tízezres „tetőtől talpig magyarosan öltözött” gyászmenet.
Nádor utca 32. (Zoltán utca 14.) Burghardt-ház.
Háromemeletes kora eklektikus stílusú saroklakóház. Wagner János építette 1863-ban, dr. Berghardt számára.
Sarokerkélyein kariatidák láthatóak. A harmadik emeletet 1883-ban építették. 1945-ben Gerő László állította helyre.
A 34-es szám alatt működött a Budapesti Napló szerkesztősége, ahová Ady vitte kéziratait, ugyanitt lakott a kezdő Móricz Zsigmond is.
Nádor utca 36.
1901-ben épült, Meinig Artúr tervei szerint. A századvég elképesztő lakásnyomora utolérte a Nádor utcai palotákat is. Egy azóta lebontott házban, a 36. helyén a padlás is gyermekekkel volt zsúfolva, és egy helyiségben huszonnégy szegényember aludt.